# A Tribe Called Quest
A Tribe Called Quest (rajongók által egyszerűen csak Tribe, vagy ATCQ) amerikai rap/alternatív hip-hop/jazz rap együttes volt. Tagjai: Q-Tip (születési nevén Jonathan William Davis), Phife Dawg (Malik Izaak Taylor), Ali Shaheed Muhammad és Jarobi White. 1985-ben alakultak meg a New York állambeli St. Albans-ban. A zenekar a Native Tongues nevű rap-zenészek csoportosulásából került ki, ugyanebből a társulatból származott a hasonló jellegű és szintén elismert De La Soul rap együttes is. Az alternatív hiphop/jazz-rap műfaj legnevesebb alakjainak számítanak. 2005-ben a Billboard díjátadó gáláján kitüntették őket. Lemezeiket a Jive Records, Epic Records kiadók jelentették meg. Sokan a világ legjobb rap együttesei között tartják számon őket.
A Tribe híres lett intelligens, mély gondolatokkal rendelkező szövegeiről is. Legismertebb dalaiknak a "Can I Kick It?", "I Left My Wallet in El Segundo" és "Bonita Applebum" számítanak.
Karrierjük alatt 6 nagylemezt jelentettek meg. A Tribe Called Quest elismert zenekarnak számít, több zenekar is utalt rájuk, illetve több díjat is nyertek. 2011-ben Michael Rapaport rendezésében dokumentumfilm is készült róluk, Beats, Rhymes and Life – The Travels of A Tribe Called Quest címmel. A legelső két nagylemezük szerepel az 1001 lemez, amit hallanod kell, mielőtt meghalsz című könyvben is. Pályafutásuk alatt többször is feloszlottak: először 1985-től 1998-ig működtek, majd 2006-tól 2013-ig, végül 2015-től 2017-ig, 2017-ben volt legutolsó fellépésük. Grammy-díjat is nyertek már hosszú karrierjük alatt. Phife Dawg 2016-ban elhunyt (pontosan az utolsó nagylemezük készítése közben).

## Diszkográfia
- People’s Instinctive Travels and the Paths of Rhythm (1990)
- The Low End Theory (1991)
- Midnight Marauders (1993)
- Beats, Rhymes and Life (1996)
- The Love Movement (1998)
- We Got It from Here...Thank You 4 Your Service (2016)

## Egyéb kiadványok
- Revised Quest for the Seasoned Traveller (mixeket tartalmazó válogatáslemez, 1992)
- The Anthology (válogatáslemez, 1999)
- Hits, Rarities and Remixes (válogatáslemez, 2003)
- The Lost Tribes (ritkaságokat tartalmazó válogatáslemez, 2006)
- The Best of A Tribe Called Quest (válogatáslemez, 2008)